# Американець у Парижі
«Америка́нець у Пари́жі» (англ. An American in Paris) — американська мелодрама в стилі мюзикл Вінсента Міннеллі 1951 року з Джин Келлі в головній ролі.

## Сюжет
Колишній солдат Джеррі намагається стати художником у післявоєнному Парижі. І має деякий успіх, знайшовши багату покровительку, яка купує його картини й рекомендує їх своїм друзям.
Одного разу він заходить у нічний клуб і знайомиться з Лізою, молоді люди моментально закохуються. Але пізніше вона несподівано повідомляє, що заручена з його другом. І Джеррі, і Ліза поступають благородно, вирішивши більше не зустрічатись.

## У ролях
- Джин Келлі — Джеррі Малліган
- Леслі Карон — Ліз Був'є
- Оскар Левант — Адам Кук
- Жорж Гуетарі — Анрі Баурел
- Ніна Фош — Міло Робертс
- Роберт Амес — танцюрист у балеті
- Джоан Андерсон — дитина в балеті
- Марі Антонієтта Ендрюс — продавець газет
- Марта Баматтр — Матильда Меттью
- Феліс Бассо — танцюрист у балеті

## Цікаві факти
На головну жіночу роль у фільмі Вінсент Мінеллі й Джин Келлі планували Сід Чарісс (зріст 1,71 м), але вона на той час завагітніла і не змогла зніматися у кіно.

## Нагороди й номінації
Фільм отримав премію Оскар у шести номінаціях, у тому числі за найкращий фільм, і один Золотий Глобус. Номінувався також на найкращу режисуру, але не отримав премію. Джин Келлі був нагороджений почесним «Оскаром» за «досягнення в області хореографії та кінематографії», який став єдиним у його кар'єрі.